# دیرچه فوناری
دیرچه فوناری (ایتالیایی: Dirce Funari؛ زادهٔ ۲۴ ژوئیه ۱۹۵۷) بازیگر اهل ایتالیا است.
از فیلم‌هایی که وی در آن‌ها نقش داشته است، می‌توان به دکتر زنان دوجانبه، مهار، جنگ ستارگان ورای بعد سوم، همسر شیطان، امانوئل و آخرین آدم‌خواران، خواهر امانوئل، حس دشوار، اِوایِ سیاه، شب‌های شهوانی مردگان زنده، پورنو هولوکاست، جنایت نفسانی و فیلم آبی اشاره نمود.